# Earomyia impossibile
Earomyia impossibile är en tvåvingeart som beskrevs av Morge 1959. Earomyia impossibile ingår i släktet Earomyia och familjen stjärtflugor. Inga underarter finns listade i Catalogue of Life.